# ユッカ・エスコラ
ユッカ・エスコラ（Jukka Eskola、1978年6月10日 - ）は、フィンランドのジャズトランペッター、フリューゲルホルン奏者。ウーシマー県エスポー生まれ。北サヴォ県クオピオ育ち。

## 経歴
兄の影響を受けて9歳の時からトランペットを始めた。シベリウス音楽院を卒業後はプロとして活動を始めた。2002年に結成されたジャズ・グループ、ファイヴ・コーナーズ・クインテットに創立メンバーとして参加。ニュースピリット・ヘルシンキやランペラ×エスコラなど多くのユニットで活動を行っている。

## ディスコグラフィー
本人名義
- "Jukka Eskola" (Free Agent Records、2005年)
- "Hub Up" (Stride Records、2006年)
- "Walkover" (Ricky-Tick Records、2009年)
- "Orquesta Bossa" (ZOUNDS、2012年)
- "Soul Trio" (TIMMION、2017年)
- "Steamy!" (TIMMION、2019年)